# Palacio de Justicia de Brasil
El Palacio de Justicia, inaugurado en 1972, está ubicado en Brasilia, Brasil, en el eixo monumental de la ciudad, entre la parte norte de la “Esplanada de los Ministerios” y el “Congresso Nacional”. Fue diseñado por el arquitecto Oscar Niemeyer, según un proyecto del ingeniero Joaquim Cardozo, y sirve como sede del Ministerio de Justicia. La peculiar e imponente construcción  llama la atención por su arquitectura contemporánea que reinterpreta el estilo gótico.
La fachada del edificio tiene arcos que son parecidos a los del Ministerio de Relaciones Exteriores, pero además tiene cascadas de cemento, un jardín acuático compuesto por plantas tropicales de la Amazonía y un espejo de agua creado por el paisajista Burle Marx, además del jardín de invierno en el tercer piso. El Palacio está marcado por la geometría rectangular y prismática, así como por la estructura externa que caracteriza su fachada.
La Biblioteca de Palacio de Justicia, especializada en derecho, tiene un acervo de aproximadamente cien mil volúmenes - libros , obras raras, folletos, periódicos y recursos eletrónicos -. Este espacio conserva la mesa en que el abogado, Bernardo Pereira de Vasconcellos, escribió el Código Criminal de 1830 y el expresidente brasileño, Affonso Augusto Moreira Penna, registró todo su trabajo en la "Constituinte Mineira".
Hay un salón de fotos en el cuarto piso, en cuyas paredes podemos encontrar imágenes de aquellos que ocuparon el cargo de ministro de justicia.